# Okapi Sound
Okapi Sound este o casă de discuri independentă, înființată în 2007 de Guess Who, Grasu XXL, Agresiv (Vlad Lucan și Mitză) și Paco 10Grei. 
Casa de discuri a reprezentat încă de la început o nouă direcție pentru hip-hop-ul românesc, artiștii încercând permanent să realizeze materiale și colaborări inedite pentru piața muzicală din România. De-a lungul timpului, Okapi Sound s-a dezvoltat și în ceea ce privește numărul membrilor. 
În acest moment artiștii Okapi Sound sunt Grasu XXL, Guess Who, Mitză, Junky, Aris X Edi
În scurt timp, Okapi Sound a devenit un nume important pe piața muzicală din România, lansând diverse materiale audio / video pe canalul oficial de YouTube, majoritatea ajungând să fie difuzate pe posturile de radio și TV din România.
Printre piesele care au ajuns în topurile radiourilor din România se pot număra „Locul Potrivit” (Guess Who), „Manifest” (Guess Who), „Onoare” (Guess Who), „Azi Nu” (Grasu XXL feat. Guess Who), „Lumea Mea” (Spike feat. Guess Who), „Sophie” (Maximilian feat. MefX), „Zbor cu Parapanta” (Maximilian feat. Grasu XXL).
Comunitatea Okapi Sound este una dezvoltată, casa de discuri având aproape 900.000 de abonați pe canalul de YouTube (500.000.000+ vizualizări) și peste 3.000.000 de utilizatori Facebook interesați direct de activitatea artiștilor Okapi Sound.

## Discografie

### Albume

#### 2023:
• Aris & Edi - ESCAPE PLAN (17 noiembrie)

#### 2018:
• Grasu XXL & Guess Who - În Labirint (12 septembrie)
• Mitza - Nascut la Revolutie (19 februarie)

#### 2017:
• Guess Who - Un Anonim Celebru (16 mai)

#### 2016:
• Nane - Plecat de Acasă (5 februarie);
• Maximilian - A 5a Roată La Căruță (10 mai);
• Nane - "Lună Plină" (mixtape) (28 octombrie)

#### 2015:
• Grasu XXL - Drumul Spre Succes (23 martie);
• Junky - M1 (Mixtape) (27 aprilie);
• Spike - Lumea lui Paul (29 mai);
• Tranda - CONSTANGELES 2 (9 octombrie);

#### 2014:
• Tranda - CONSTANGELES - Volumul 1 (26 februarie);
• OkapiTati Mixtape (29 septembrie);

#### 2013:
• Maximilian - Maxim, am spus!!! (21 octombrie);

#### 2012:
• Mitză - Robot (Mixtape) (16 februarie);
• Tranda - Evoluția (2 octombrie);

#### 2009:
• Guess Who - Locul Potrivit/Probe Audio (25 aprilie)
• Spike - Rămânem prieteni (8 decembrie)

#### 2008:
• Maximilian - Volumu' la maxim...ilian!!! (28 noiembrie);

## Artiști
- Grasu XXL
- Guess Who
- Mitză
- Junky
- Aris X Edi